# Borowe (Warasch)
Borowe (ukrainisch Борове; russisch Боровое Borowoje, polnisch Borowa) ist ein Dorf im Norden der ukrainischen Oblast Riwne mit etwa 5500 Einwohnern (2024).

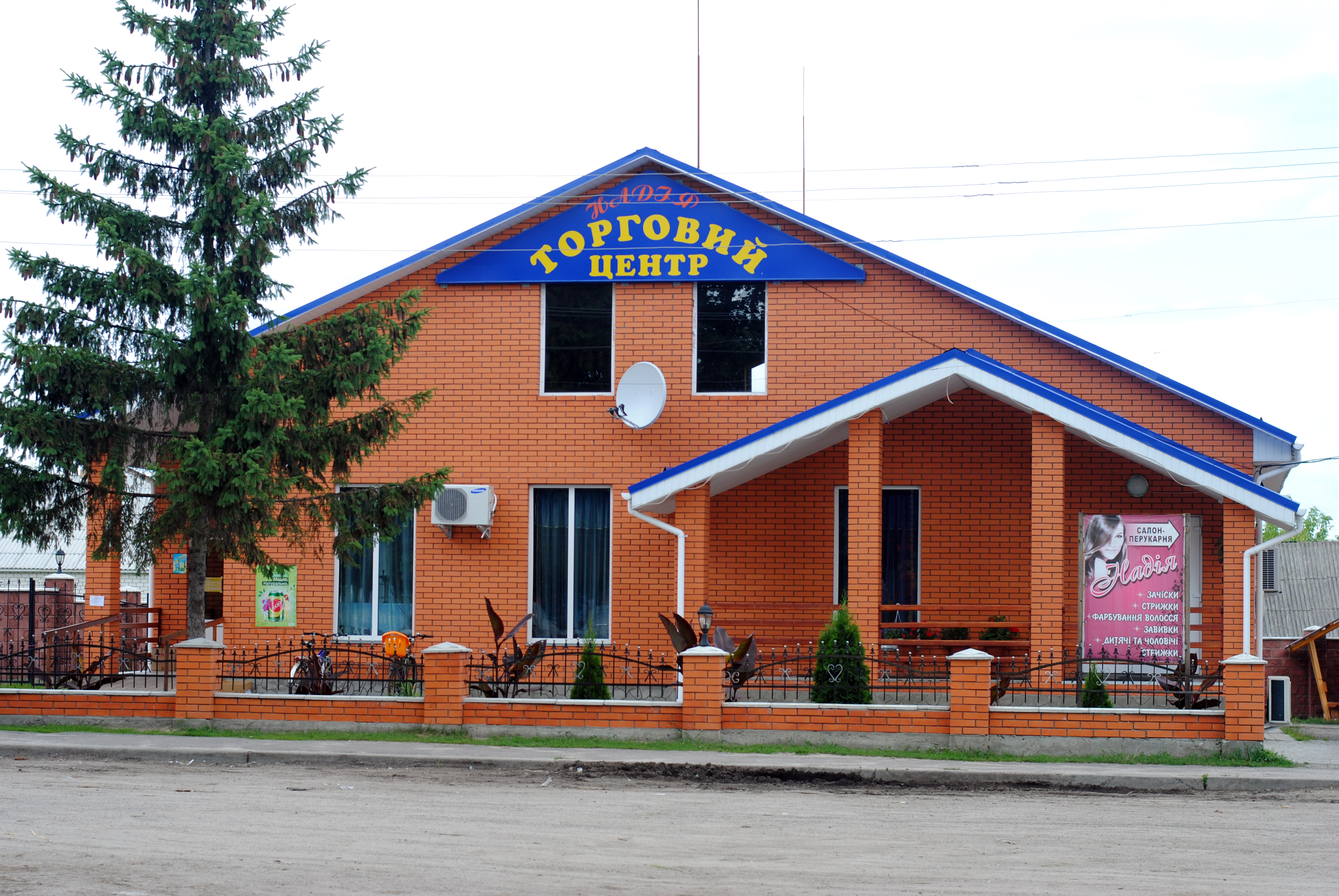
Geschäft in Borowe

Das in der ersten Hälfte des 17. Jahrhunderts erstmals schriftlich erwähnte Dorf liegt der historischen Landschaft Wolhynien auf einer Höhe von 152 m am Ufer des Wyrok (ukrainisch Вирок), einem 19 km langen, linken Nebenfluss der Ritschyzja (ukrainisch Річиця, Flusssystem Styr), 35 km südwestlich vom ehemaligen Rajonzentrum Saritschne und 144 km nördlich vom Oblastzentrum Riwne.
Durch das Dorf verläuft die Territorialstraße T–18–08. Borowe besitzt eine Bahnstation an der Bahnstrecke Antoniwka–Saritschne.
Am 12. Juni 2020 wurde das Dorf ein Teil neu gegründeten Siedlungsgemeinde Saritschne, bis dahin bildete es zusammen mit den Dörfern Lyssytschyn (Лисичин) und Mlynok (Млинок) die Landratsgemeinde Borowe (Борівська сільська рада/Boriwska silska rada) im Südwesten des Rajons Saritschne.
Am 17. Juli 2020 wurde der Ort ein Teil des neugegründeten Rajons Warasch.